# ناتالیا والوا
ناتالیا والوا (انگلیسی: Natalia Valeeva؛ زادهٔ ۱۵ نوامبر ۱۹۶۹) کماندار زن مولداویایی‌تبار اهل ایتالیا بود.
وی در مسابقات کشوری و بین‌المللی در مجموع برندهٔ ۱۳ مدال طلا، ۴ مدال نقره، ۵ مدال برنز شده‌است.